# Bishopsworth
Bishopsworth – dzielnica miasta Bristol, w Anglii, w Bristol, w dystrykcie (unitary authority) Bristol. W 2011 dzielnica liczyła 11 576 mieszkańców. Bishopsworth jest wspomniana w Domesday Book (1086) jako Bicheurde/Bischeurda/Biscopewrde/Biscopewrda.